# Teatro San Cassiano
Das Teatro San Cassiano (auch Teatro di San Cassiano oder Teatro Tron di San Cassan(o)) in Venedig war das weltweit erste öffentliche Opernhaus, eingeweiht als solches 1637. Die ersten schriftlichen Erwähnungen des Baus stammen aus dem Jahr 1581. Das Theater stand im Pfarrbezirk San Cassiano, nach dem es benannt wurde, im Stadtteil (Sestiere von Venedig) Santa Croce. Das San Cassiano gehörte der Familie Tron und war das erste öffentliche Opernhaus in dem Sinne, dass Opern für ein zahlendes Publikum inszeniert wurden. Zuvor wurden Opern nur zu privaten Zwecken aufgeführt und blieben der Aristokratie und Hofgesellschaft vorbehalten. Somit war das Teatro San Cassiano die erste Kulturinstitution, die der allgemeinen Öffentlichkeit einen Zugang zum Event „Oper“ ermöglichte.
Im Jahr 2019 wurde von dem englischen Unternehmer und Musikwissenschaftler Paul Atkin ein beispielloses Projekt ins Leben gerufen. Dieses Projekt setzt sich zum Ziel, das Theater von 1637 möglichst originalgetreu zu rekonstruieren. Durch die Zusammenarbeit von Wissenschaftlern mit Experten venezianischer Handwerkskunst soll das Theater samt historischer Bühnenmaschinerie und beweglichen Bühnenelementen rekonstruiert werden. Weiterhin soll mit der Rekonstruktion des Theaters ein internationales Forschungszentrum entstehen, in welchem sich auf theoretischer und praktischer Ebene mit historisch-informierter Aufführungspraxis der Barockoper auseinandergesetzt wird.

## Das Sechzehnte Jahrhundert
Die ersten schriftlichen Erwähnungen des Theaters stammen aus dem Jahr 1581. Dabei wird auf das Theater für „commedie“ der Familie Tron in zwei verschiedenen Briefen Bezug genommen. Zum einen in einem Brief von Ettore Tron an den Herzog Alfonso II. d’Este, datiert auf den 4. Januar 1580 more Veneto (nach heutiger Zeitrechnung 1581), zum anderen in Francesco Sansovinos Venetia città nobilissima et singolare, in welchem zwei Theater im Pfarrbezirk des San Cassiano erwähnt werden. Diese zwei Theater werden als jeweils ein rundes und als ein eiförmiges Gebäude beschrieben, wovon das runde Gebäude als das Michiel-Theater und das eiförmige als das San Cassiano interpretiert wird. Dies lässt sich aus den überlieferten Grundstücksgrenzen herleiten und wurde von Historikern bestätigt. In dem Brief an den Herzog Alfonso Il d'Este schreibt Tron von „Ausgaben großer Bedeutung für die Aufführung von Komödien“ und weist auch darauf hin, wie begehrt das neue Projekt zu sein scheint:

“si ha scosso per capara di molti Palchi, circa Ducati mille”

„Wir haben Anzahlungen für viele Logenplätze erhalten, circa 1,000 Dukaten“

Dies bedeutet nicht nur, dass das Theater von der Stadtbevölkerung gut angenommen wurde, sondern bestätigt auch, dass Logen bereits im Erstbau des Theaters vorhanden waren. Jene neuartigen Theaterlogen sollten später ein architektonisches Kernelement der italienischen Opernbauten (teatro all’italiana) werden. Der Bau der Logen wird abermals in einem Brief aus Venedig von Paolo Mori (Repräsentant des Herzogs von Mantua) vom 7. Oktober 1581 erwähnt, in dem von „Logen der zwei zielstrebig errichteten Veranstaltungsorte“ gesprochen wird. Zusätzlich wird in Antonio Persios Trattato de’ Portamenti (1607) innerhalb eines Absatzes mit Bezug auf entweder das Tron- oder Michiel-Theater im Jahr 1593 berichtet, dass der Adel „fast komplett alle Logen gemietet“ hatte.
Wenn bedacht wird, dass das Theater um 1580 errichtet und Theaterlogen erstmals in diesem Theater gebaut und genutzt wurden (von architektonischem und kommerziellem Standpunkt aus ein innovatives Merkmal), erklärt sich, warum der Rat der Zehn 1580 einen neuen Beschluss bezüglich der städtischen Theater verabschiedete. Es waren Zweifel an der Stabilität und Sicherheit der Theaterbauten aufgekommen, denn die Theater sollten „stark und sicher sein, sodass sie nicht zusammenbrechen könnten“. Daraufhin wurde ein Dekret erlassen, welches die Sicherheit der bautechnischen Struktur gewährleisten sollte. Hieraus lässt sich schließen, dass die Sicherheitsbedenken des Rates der Zehn eine direkte Reaktion auf das Novum der Theaterlogen sein könnten. Dies würde außerdem erklären, warum der Rat der Zehn Experten heranzog, um strukturelle Mängel auszuschließen und eine grundsätzliche Stabilität der Theaterbauten zu bestätigen. Das Tron-Theater (gemeinsam mit dem Theater der Michiel-Familie nahe dem Canal Grande) wurde allerdings auf Anordnung des Rates der Zehn im Jahr 1585 geschlossen und jegliche Holzelemente, die mit dem Theaterbetrieb zu tun hatten, entfernt. Das Tron-Theater (heute Teatro San Cassiano) wurde jedoch wahrscheinlich nach 1607 wieder eröffnet.

## Das Siebzehnte Jahrhundert

### Bau des Theaters 1637: die Entstehung des weltweit ersten Opernhauses

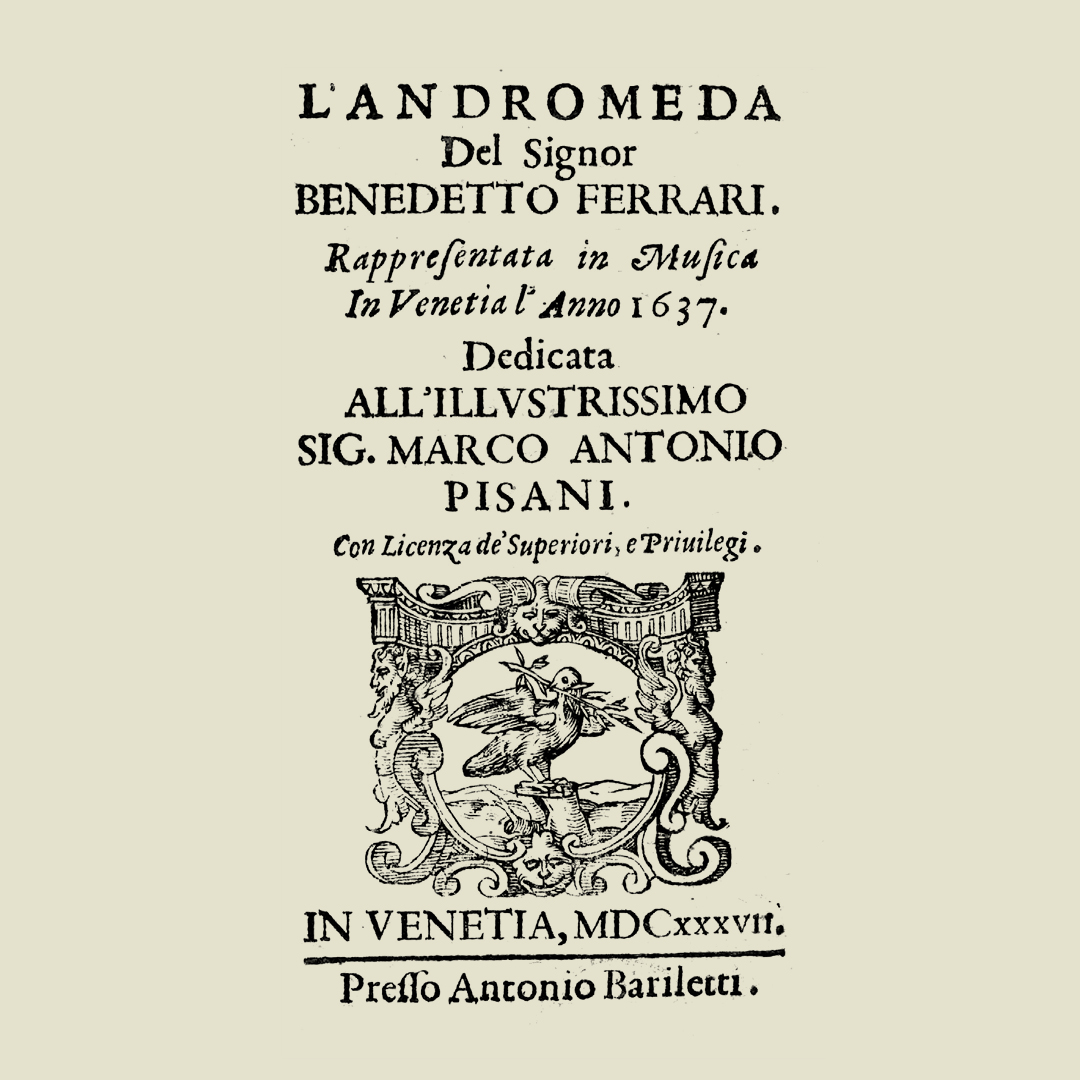
Reproduktion der Titelseite des Librettos der Oper L’Andromeda (1637)

Archivierte Dokumente weisen grundsätzlich auf einen durchgehenden Spielbetrieb des Teatro San Cassiano in den 1610er Jahren hin. Im Jahr 1629 und 1633 zerstörten jeweils zwei Brände das Theater, für die Jahre 1634 und 1635 gibt es keine schriftlichen Erwähnungen. Im Jahr 1636 hingegen scheinen die Gebrüder Tron (Ettore und Francesco, die von der San Benetto Seite der Familie abstammen) einen Antrag an die Stadtverwaltung gestellt zu haben, um ein „Theater für Musik“ zu eröffnen. So war ab 1636 die Nutzung des Theaters als Opernhaus klar. Damit wurde ein wichtiger Punkt in der Operngeschichte erreicht: ein Theater, das speziell gebaut wurde, um Musik zu inszenieren. Dies wird ebenfalls in einem Dokument vom 2. Mai 1636 deutlich, das Berichten zufolge von Remo Giazotto in den späten 1960ern entdeckt wurde. Dieses Dokument ist allerdings seit Mitte der 1970er verschollen:

„Mit Bezug auf die Information, die den erhabenen Richtern von dem Edelmann Tron von San Benetto gegeben wurde, die klarstellen, dass die Intention verfolgt wird, ein Theater für Musik zu eröffnen, wie es in manchen Orten für das Vergnügen hochverehrten Publikums bereits praktiziert wird […]“

Bemerkenswert ist, dass heute keine Abbildungen mehr von dem Theater von 1637 existieren: Weder von der Fassade, noch von der Innenarchitektur. Überliefert und zweifelsfrei bekannt ist, dass das Teatro San Cassiano im Jahr 1637 mit einer Aufführung der Oper L’Andromeda von Francesco Manelli (Musik) und Benedetto Ferrari (Libretto) eingeweiht wurde. Die Widmung vom 6. Mai 1637 gibt an, dass die Oper „vor zwei Monaten auf der Bühne neugeboren“ wurde. Die historische Bedeutung dieser Veranstaltung ist unvergleichlich. Im Teatro San Cassiano wurde erstmals der Opernbesuch kommerzialisiert, indem jedem Besucher und jeder Besucherin eine Eintrittskarte verkauft wurde. Somit kann das Teatro San Cassiano als ökonomisch-architektonischer Prototyp der sogenannten „teatro all’italiana“ gesehen werden.

#### Die Innenstruktur des Theaters von 1637
Da keinerlei Abbildungen des Theaters während dieser Phase der Geschichte des San Cassianos überliefert sind, bietet ein Schriftstück des Notars Alessandro Pariglia vom 12. Februar 1657 more veneto einen wichtigen Einblick in die Innenarchitektur des Opernsaals. Pariglia schreibt, dass es zuvor eine Gesamtzahl von 153 Logen in dem Theater gäbe, aber nur noch 102 übrig geblieben wären. Hierfür wird keine Begründung angegeben, weiterhin bleibt unklar ob er sich auf die Gesamtzahl der eigentlichen Logen bezieht oder nur auf die Anzahl, die benutzt wurden.

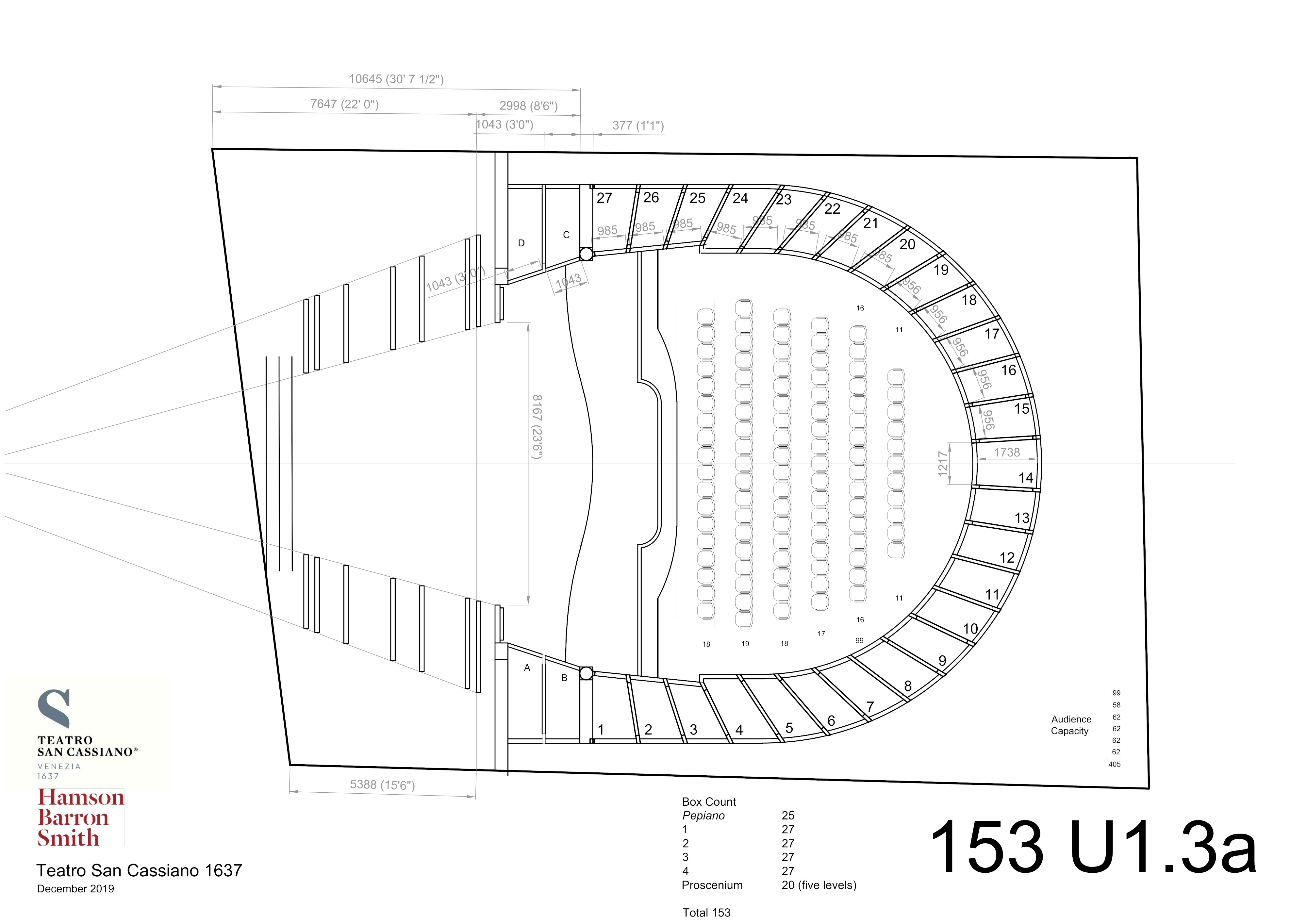
Teatro San Cassiano (1637): Neuinterpretation des Grundrisses

Dieselbe Zahl von 153 Logen wird später von dem Franzosen Jacques Chassebras de Cramailles im Jahr 1683 genannt, der in der Mercure Galant schreibt, dass „das Theater von San Cassiano […] fünf Etagen an Logen hat, mit jeweils 31 Logen pro Etage“. In Anbetracht der Merkmale venezianischer Theater des siebzehnten Jahrhunderts lässt sich schließen, dass die Anzahl an 153 Logen sich aus 4 Etagen mit jeweils 31 Logen und zusätzlich einem „Erdgeschoss“, als „pepiano“ bekannt, mit 29 Logen und zwei Seiteneingängen zur „platea“ (Orchestergraben) zusammensetzt. Diese Anzahl entspricht exakt den Aufzeichnungen des venezianischen Architekten Francesco Bognolo, der einige Jahrzehnte später kurz vor dem 7. Juni 1765 Gutachten aller venezianischen Theater erstellte. In seiner Liste an Messung bezüglich des Gebäudes, das Bognolo das „alte Teatro San Cassiano“ nennt (welches auf das Jahr 1696 oder sogar 1670 zurückgeht), spricht Bognolo konkret von der „Gesamtlogenanzahl: 31 pro Etage“, genau wie bei Chassebras. Die Gesamtanzahl von 153 Logen muss folgendermaßen durch die gesamte Theatergeschichte von mindestens 1650 bis Mitte des achtzehnten Jahrhunderts konstant geblieben sein. Durch die Dokumente des Notars Pariglia von 1657 more veneto ist bekannt, dass keine Neuerungen oder Renovierungen zwischen der Einweihung 1637 und 1658 vorgenommen wurden. Veränderungen am Grundstück (mit den Maßen 27 mal 18,5 Meter) auf dem es von 1637 bis in die 1760er stand, wurden ebenso wenig in Auftrag gegeben. Schlussendlich kann somit bestätigt werden, dass das Theater von Einweihung und Beginn der Nutzung im Jahr 1637 insgesamt 153 Logen über 5 Etagen verteilt hatte. Diese bestanden aus der Etage im Erdgeschoss („pepiano“) und der ersten, zweiten, dritten und vierten Etage, auch „ordini“ genannt.
Im Vergleich zu zeitgenössischen Beispielen, trotz unterschiedlichen Kontextes, haben sowohl das Theater, das für die Aufführung von L'Ermiona (Padua, 1636) gebaut wurde als auch das Theater in dem großen Saal vom Palazzo Podestà (Bologna, 1639) jeweils fünf Etagen mit Logen, auch wenn die Logen aus Padua nachweislich größer und breitere Logen oder „loggie“ waren. Die Bauweise eines Theaters mit fünf übereinander angeordneten Reihen an Logen, also fünf Etagen, hat sich somit in den folgenden Jahren auch außerhalb Venedigs durchgesetzt und ist ein Beispiel für eine Theaterbauweise, der auch das Teatro San Cassiano von 1637 entspricht.

#### Aufbau des Spielbetriebs
Aus künstlerischem Blickpunkt wurde Francesco Cavalli nach der Aufführung von La maga fulminata (1638), wieder von Francesco Manelli und Benedetto Ferrari, ab 1639 ein neuer Hauptakteur des Theaters und Venedigs. Cavalli ist heutzutage einer der bedeutendsten und meisterforschten Opernkomponisten des siebzehnten Jahrhunderts. Sein Werkekanon ist von größter Bedeutung, da der Bestand „Cavallis Opern […] nicht nur qualitativ relevant, sondern auch eines der besterhaltenen Dokumentationen ist. Bemerkenswert ist, dass aus den ersten 25 Jahren der venezianischen Opernproduktionen im Vergleich zu den 100 erhaltenen gedruckten Libretti nur 30 handgeschriebene Autographen und Partituren überlebt haben, wovon ungefähr zwei Drittel Cavalli zugeschrieben werden“. Die älteste heute noch erhaltene Oper, die vom Teatro San Cassiano überliefert ist, ist Cavallis Le nozze di Teti e di Peleo (1639). Dieser Oper folgten Gli amori d’Apollo e di Dafne (1640), La Didone (1641), La virtù de’ strali d’Amore (1642), L’Egisto (1643), L’Ormindo (1644), La Doriclea und Il Titone (1645), Giasone (1649), L’Orimonte (1650), Antioco (1658), und Elena (1659). Weitere für das Teatro San Cassiano wichtige Komponisten des siebzehnten Jahrhunderts waren Pietro Andrea Ziani, Marc’Antonio Ziani, Antonio Gianettini und Tomaso Albinoni. Herauszuheben ist hier Gianettinis Oper L’ingresso alla gioventù di Claudio Nerone (Modena, 1692), welche als erste Koproduktion des Rekonstruktionsprojekts Teatro San Cassiano eine zeitgenössische Premiere, im September 2018 mit dem Theater Český Krumlov unter dem Dirigenten Ondřej Macek, feierte.

## Das Achtzehnte Jahrhundert

### Aufbau des Spielbetriebs
Es gibt keine Hinweise darauf, dass innerhalb der ersten Hälfte des achtzehnten Jahrhunderts das Theater strukturell verändert wurde. Opernproduktionen wurden mehr oder weniger regelmäßig bis mindestens Mitte des Jahrhunderts aufgeführt, dank der langanhaltenden Zusammenarbeit mit Tomaso Albinoni. Andere nennenswerte Komponisten, die ihre Opern am Teatro San Cassiano in dieser Jahrhunderthälfte aufführten, waren Antonio Pollarolo, Francesco Gasparini, Carlo Francesco Pollarolo, Antonio Lotti, Gaetano Latilla und Baldassare Galuppi.

### Bognolos Gutachten und das Theater von 1763

Das „neue“ Teatro San Cassiano (1763): Francesco Bognolo, nicht umgesetzter Entwurf

Wie zuvor erwähnt hatte Francesco Bognolo, der beauftragte Architekt für das Design des „neuen“ Teatro San Cassiano, in der Zeit vor 1765 Messungen „aller Theater in Venedig, als auch einem in Padua“ vorgenommen und Gutachten erstellt. Darunter waren die exakten Messungen des „alten“ Teatro San Cassiano. Dieses Theater hatte eine besonders kleine Größe: beispielsweise war die Vorbühne nur etwas breiter als 8 Meter und die Bühne 6,5 Meter tief. Die Logen war größentechnisch extrem eingeschränkt, zumindest im Vergleich zu denen des neunzehnten Jahrhunderts, die heutzutage mittlerweile als Standard gelten. Die „pergoletto di mezzo“ (zentrale Logen) waren lediglich zwischen 95 und 120 Zentimeter breit. Die überlieferte Höhe der Logen der „primo ordine“ (zweiter Etage) waren etwas unter 2,10 Meter hoch, während die des „terzo ordine“ (also der vierten Etage) grade 1,80 Meter erreichten. Bezüglich des „neuen“ Teatro San Cassiano, das 1763 mit La morte di Dimone eingeweiht wurde (Musik: von Antonio Tozzi; Libretto: von Johann Joseph Felix von Kurz und Giovanni Bertati), war ein Hauptunterschied zum Vorgängerbau eine tiefere Bühne, die durch eine Verlängerung der Seitenwände des Theaters erreicht wurde. Dafür wurden zwei kleine Häuser entfernt, die wie auch beim „alten“ Teatro San Cassiano an der Hinterwand des Theaters standen, wenige Meter hinter der äußeren Fassade der Logen. In dem „neuen“ Teatro San Cassiano war die durchschnittliche Tiefe der Bühne etwas unter 9,5 Metern und somit ungefähr drei Meter länger als die Bühne des Vorgängerbaus. Die Logen war ebenfalls etwas breiter als die des Teatro San Cassiano im späten siebzehnten Jahrhunderts. Die Logen an der Bühne waren im Vorgängerbau nur 104 Zentimeter breit, während die Logen an der Bühne im Theater des achtzehnten Jahrhunderts bereits 139 Zentimeter breit waren.

### Die letzten Jahre und Zerstörung des Theaters
Obwohl das Theater gerade erst im Jahr 1763 eingeweiht wurde, wurde bereits etwas mehr als 15 Jahre später von Giacomo Casanova im Jahr 1776 berichtet, dass Teatro San Cassiano sei ein Ort, an dem „Frauen der Unterwelt und junge, sich prostituierende Männer in den Logen der 5. Etage Verbrechen begangen, welche die venezianische Regierung tolerierte, um nicht den Blick Anderer auf sie zu wenden“. Diese Beschreibung deutet auf den Verfall, aus gesellschaftlicher und architektonischer Perspektive, hin.
Die letzte bekannte Spielsaison fand im Jahr 1798 statt, in welcher zwei Opern aufgeführt und inszeniert wurden: La sposa di stravagante temperamento (aus dem Libretto zitiert: „die Musik ist von Herrn Pietro Guglielmi, einem neapolitanischen Kapellmeister. Das Bühnenbild wird in Gesamtheit entwickelt und betreut von Herrn Luigi Facchinelli, aus Verona“) und Gli umori contrari (Musik von Sebastiano Nasolini, Libretto by Giovanni Bertati). In 1805 entschieden die Franzosen, [das Theater] komplett zu schließen. Das gesamte Gebäude wurde in 1812 zerstört, um Platz für neue Gebäude zu schaffen. Heute befinden sich auf dem Grundstück die Albrizzi-Gärten.

## Neuinterpretation und Rekonstruktion
Das fortlaufende Rekonstruktionsprojekt des Teatro San Cassiano von 1637 in Venedig wurde von Paul Atkin, Gründer und CEO der Teatro San Cassiano Group Ltd., ins Leben gerufen und wird von ihm sowohl finanziert als auch geleitet. Erste Rekonstruktionsversuche wurden von Atkin 1999 angestrebt, ernsthafte Forschung in Richtung einer Rekonstruktion des originalen Theaters von 1637 in Venedig selbst begannen erst im April 2015. Dies lief auf die Zusammenarbeit mit der Teatro San Cassiano Group Anfang Mai hinaus (fast zeitlich mit dem Jahrestag des Librettos von L’Andromeda, dessen Widmung auf den 6. Mai 1637 verweist). Der offizielle Start des Projekts fand im Juni 2019 in Form einer internationalen Konferenz, einer Ausstellung und einem Abschlusskonzert in Venedig statt. Die Veranstaltung hieß „Teatro San Cassiano: need, solution, opportunity“. Das Projekt hat die offizielle Unterstützung der Kommune Venedig erhalten. Die Teatro San Cassiano Group Ltd. hat bereits bekanntgegeben, dass eine bevorzugter Baugrund gefunden wurde und die entsprechenden technisch-architektonischen Analysen und Forschungen bereits begonnen haben.

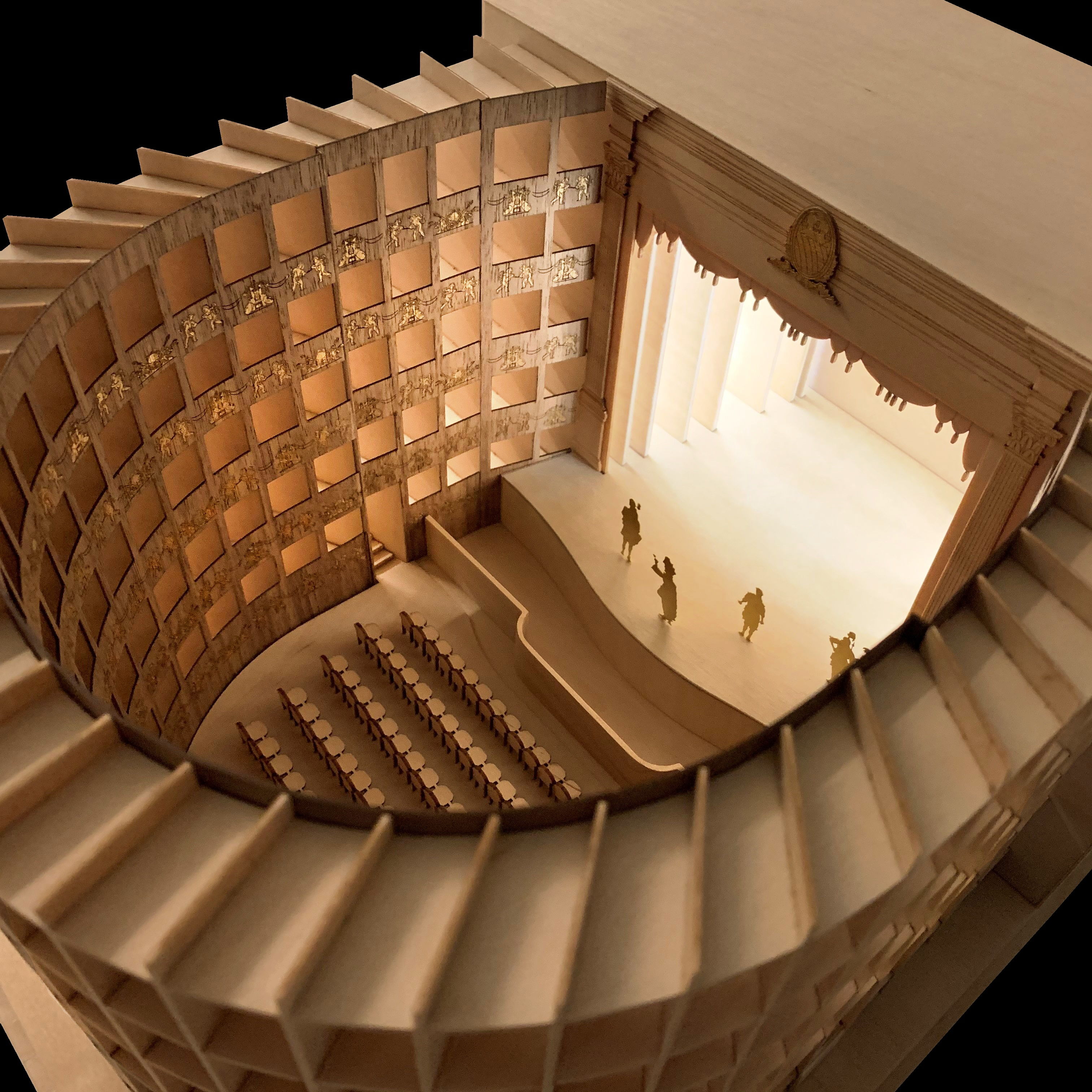
Teatro San Cassiano (1637): historisch-informierte Neuinterpretation, als Holzmodell

Im Jahr 2018 wurden von Stefano Patuzzi (Leiter der Forschungsgruppe der Teatro San Cassiano Group Ltd.) die Maße (in sowohl venezianischen Fuß und Zoll, als auch der entsprechenden Umwandlung in Zentimetern) des „alten“ und „neuen“ Theaters gesammelt und in einer Tabelle zusammengefasst. Nach dieser Datenerhebung arbeiteten Atkin und Patuzzi eng zusammen mit Jon Greenfield (Hamson Barron Smith und dem Rekonstruktionsarchitekten des Sam Wanamaker Playhouse, London), um erstmals entwickelte historisch-informierte Baupläne für das Theater von 1637 zu entwickeln. Diese wurden später die Grundlage für sowohl 2D- und 3D-Darstellungen des Theaters als auch für Holzmodelle und Computeranimationen des Originalbaus. Die erhobenen Daten von der Vermessung des Originalgrundstücks, die Logenanzahl von 153 und die Messungen der Logen und Bühne von Bognolo für das alte Theater „Teatro di S. Cassan vecchio“ (von 1696 oder sogar 1670) ergänzen sich gegenseitig schlüssig und bestätigen die Möglichkeit, dass 1637 die grundsätzliche Gebäudestruktur des Theaters fünf Etagen beinhaltete. Dies bestätigten auch die Dokumente von 1657 more veneto.
Das Ziel eines jeden Theaters, und somit auch des San Cassianos ist es, im Rahmen der gegebenen Umstände möglichst viel Publikum ins Haus zu holen und möglichst viel Profit aus dem Verkauf von Eintrittskarten und Sitzplätzen zu gewinnen. Allein aus kapitalistisch-kommerziellen Gründen hat es sich für das Theater somit gelohnt, möglichst viele Etagen und Logen in dem Theater unterzubringen. Das Theater so zu bauen, dass möglichst viele Plätze verkauft werden können, ist ein Ziel aus dem Jahr 1637, das bis heute gleichermaßen so besteht.
Während sich das Rekonstruktionsprojekt zwar an allen erhobenen Messwerten orientiert, verfolgt das Projekt methodisch vor allem das übergeordnete Ziel der Neuinterpretation des Teatro San Cassiano aus 1637, welche sich an den Vorbildern zweier rekonstruierten Theater aus London orientiert: Dem Shakespeare’s Globe und dem Sam Wanamaker Playhouse. Trotz des Begriffs der Neuinterpretation geht es keineswegs um einen subjektiven oder oberflächlichen Prozess der Neuerfindung, sondern um die Nutzung und Einbeziehung der durchaus wichtigen Datenlage. Dazu gehören alle archivierten und gesammelten Daten, Primärquellen und Dokumente. Da die Datenlage trotz sorgfältiger Aufarbeitung Lücken aufzuweisen hat und trotz allem Raum für Spekulation und Interpretation lässt, ist vor allem die Vergleichsarbeit mit anderen historischen Quellen von großer Bedeutung um entsprechende Lücken zu füllen. Beispielsweise lohnt sich hier der Vergleich anderer venezianischen Theater der Zeit, der Vergleich mit verwendeten Bausubstanzen der entsprechenden Epoche und noch vieles mehr.
Alle Prozesse werden von dem Forschungsteam in Kooperation und enger Zusammenarbeit mit berühmten Consiglieri der Teatro San Cassiano Group Ltd. ausgetragen, die sich aus internationalen Spezialisten ihrer entsprechenden Kompetenzbereichen zusammensetzt. Die Neuinterpretation ist als ein hermeneutischer Prozess angesetzt, der sich auf einen sensiblen und differenzierten Umgang mit dem historischen Material konzentriert, um ein historisch akkurates Opernhaus zu rekonstruieren. Der Rechercheprozess, die Rekonstruktion und Neuinterpretation ergeben zusammen einen fortlaufenden und sich ergänzenden prozessualen Akt, der über den Neubau und die Neueröffnung hinausgeht. In der Phase der Rekonstruktion werden wissenschaftliche Ergebnisse und historisch-informierte Handwerksarbeit zusammenkommen, um ein möglichst umfassendes Bild von Licht, Holz, Baumaterial zu schaffen.
Sobald das Theater neugebaut ist, soll es wieder ein öffentliches Theater der Stadt Venedig werden, mit einem Schwerpunkt auf der historisch-informierten Aufführung der Opern des siebzehnten und achtzehnten Jahrhunderts. Langfristig soll ein weltweit anerkanntes Forschungszentrum für historisch-informierte Opernaufführung entstehen. Hierbei wird sich nicht nur auf das Orchester, sondern auch auf die Arbeit auf und hinter der Bühne konzentriert. Ein weiterer Fokus des Teatro San Cassiano Projekts ist es, ein Theater zu schaffen, das für Venedig nachhaltig und ökonomisch wertvoll ist. Es soll ein Theater entstehen, das hauptsächlich von Venezianern betrieben wird. Somit werden Arbeitsplätze geschaffen und ein nachhaltiges Tourismuskonzept etabliert. Ergänzend wird darauf hingearbeitet, einen musikpädagogischen und musiktherapeutischen Zweig für alle Altersstufen, von Kindergarten bis zur Rente hin, entstehen zu lassen. Letztlich soll ein Museum an das Theater angegliedert werden, das Ausstellungen und Veranstaltungen in Bezug auf die Musikkultur und das Leben im barocken Venedig beheimatet.